# Кайо, Гастон
Гастон Кайо (фр. Gaston Cailleux; 6 декабря 1870 года, Сен-Дени, Иль-де-Франс — 28 января 1946 года, там же) — французский яхтсмен, бронзовый призёр летних Олимпийских игр 1900 года.

## Биография
Гастон Луи Клод Кайо родился 6 декабря 1870 года в Сен-Дени в семье Земии Розы Суа и Александра Клода Кайо (1842—1929), городского архитектора. Изучал архитектуру в парижской Школе изящных искусств, в мастерской своего отца и у парижских архитекторов Поля Седиля, Оноре Доме и Пьера Эски. Будучи самостоятельным архитектором, руководил работами по внутренней отделке мэрии Сен-Дени в 1898 году. 6 июня того же года женился на Мари Люси Кинтан. Кроме архитектуры занимался общественной деятельностью: был экспертом гражданского суда Понтуаза и Совета префектуры Сены, вице-президент комиссии по гигиене округа Сен-Дени, членом Центрального общества архитекторов (с 1909 года) и Общества современных архитекторов. На Олимпиаде 1900 года с Леоном Телье и рулевым Анри Монно был членом экипажа лодки Sarcelle, на которой принял участие в двух гонках среди лодок водоизмещением до 0,5 тонн в парусном спорте. Пришёл в первой гонке третьим и во второй четвёртым, выиграв бронзовую медаль. В 1906 году произведён в офицеры народного просвещения. Во время Первой мировой служил капитаном запаса пехотной части 40-го артиллерийского полка. 30 апреля 1918 года был награждён Военным крестом 1914—1918 и Орденом Почётного легиона. В 1920-х годах работал казначеем в Яхт-клубе Франции. С 1938 по 1942 годы работал вместе со своим сыном-архитектором Жаком Кайо. Скончался 28 января 1946 года.